# 2016-os FIFA-klubvilágbajnokság-döntő
A 2016-os FIFA-klubvilágbajnokság-döntőjét december 18-án a játszotta a 2015–2016-os UEFA-bajnokok ligája győztese, a spanyol Real Madrid és a 2016-os japán bajnokság győztese, a Kasima Antlers. A helyszín a jokohamai Nemzetközi Stadion. A mérkőzést a Real Madrid nyerte 4–2-re, hosszabbítás után.

## Út a döntőbe
| Real Madrid                                  | Real Madrid                                  | Csapat                          | Kasima Antlers                     | Kasima Antlers                     |
| -------------------------------------------- | -------------------------------------------- | ------------------------------- | ---------------------------------- | ---------------------------------- |
| UEFA                                         | UEFA                                         | Konföderáció                    | AFC (Házigazda)                    | AFC (Házigazda)                    |
| A 2015–2016-os UEFA-bajnokok ligája győztese | A 2015–2016-os UEFA-bajnokok ligája győztese | Kvalifikáció                    | A 2016-os japán bajnokság győztese | A 2016-os japán bajnokság győztese |
| Ellenfél                                     | Eredmény                                     | 2016-os FIFA-klubvilágbajnokság | Ellenfél                           | Eredmény                           |
| erőnyerő                                     | erőnyerő                                     | Selejtező                       | Auckland City                      | 2–1                                |
| erőnyerő                                     | erőnyerő                                     | Negyeddöntő                     | Mamelodi Sundowns                  | 2–0                                |
| América                                      | 2–0                                          | Elődöntő                        | Atlético Nacional                  | 3–0                                |

### Real Madrid
A spanyol csapat kiemeltként csak az elődöntőben csatlakozott a küzdelmekhez, ott a mexikói Club América csapatát győzték le 2-0 arányban Karim Benzema és Cristiano Ronaldo góljával.

### Kasima Antlers
A házigazda jogán részt vevő japán Kasima Antlers csapata selejtezőt vívott az új-zélandi Auckland City ellen, akiket szoros csatában 2–1-r győztek le, Kanazaki Muu 88. percben lőtt góljával. A negyeddöntőben a dél-afrikai Mamelodi Sundowns csapatát 2–0-ra múlták felül, így készülhettek az elődöntőre.
Ott a Copa Libertadores 2016-os kiírásának győztese, a kolumbiai Atlético Nacional várt rájuk. Doi, Endó és Szuzuki góljaival meglepetésre sima 3-0-s győzelmet arattak, és első ázsiai csapatként jutottak a torna fináléjába.

## Előzmények
A Kasima Antlers lett az első ázsiai csapat amely bejutott a torna döntőjébe. Harmadik alkalommal fordult elő, hogy az ázsiai konföderáció képviselője legyőzte dél-amerikai ellenfelét, valamint az is harmadszor történt meg, hogy a CONMEBOL térség csapata nem jutott be a döntőbe. A Real Madrid második döntőjét játszotta, a két évvel ezelőtti finálét is megnyerte, az UEFA delegáltja 12. alkalommal jutott be a fináléba a 13 lehetséges alkalomból.

## A mérkőzés
| 2016. december 18. 11:30 |

| Real Madrid                            | 4–2               | Kasima Antlers    |
| -------------------------------------- | ----------------- | ----------------- |
| Benzema 9' Ronaldo 60' (bün.) 98' 104' | (1–1) Jegyzőkönyv | Sibaszaki 44' 52' |

| Nemzetközi Stadion, Jokohama Nézőszám: 68742 Játékvezető: Janny Sikazwe (zambiai) |

| Real Madrid | Kasima Antlers |

| GK              | 1  | Keylor Navas       |      |      |
| RB              | 2  | Daniel Carvajal    | 102' |      |
| CB              | 5  | Raphaël Varane     |      |      |
| CB              | 4  | Sergio Ramos (csk) | 55'  | 108' |
| LB              | 12 | Marcelo            |      |      |
| CM              | 19 | Luka Modrić        |      | 106' |
| CM              | 14 | Casemiro           | 100' |      |
| CM              | 8  | Toni Kroos         |      |      |
| RW              | 17 | Lucas Vázquez      |      | 81'  |
| CF              | 9  | Karim Benzema      |      |      |
| LW              | 7  | Cristiano Ronaldo  |      | 112' |
| Cserék:         |    |                    |      |      |
| GK              | 13 | Kiko Casilla       |      |      |
| GK              | 25 | Rubén Yáñez        |      |      |
| DF              | 3  | Pepe               |      |      |
| DF              | 6  | Nacho              |      | 108' |
| DF              | 15 | Fábio Coentrão     |      |      |
| DF              | 23 | Danilo             |      |      |
| MF              | 10 | James Rodríguez    |      |      |
| MF              | 16 | Mateo Kovačić      |      | 106' |
| MF              | 20 | Marco Asensio      |      |      |
| MF              | 22 | Isco               |      | 81'  |
| FW              | 18 | Mariano            |      |      |
| FW              | 21 | Álvaro Morata      |      | 112' |
| Vezetőedző:     |    |                    |      |      |
| Zinédine Zidane |    |                    |      |      |

| GK             | 21 | Szogahata Hitosi       |     |      |
| RB             | 22 | Nisi Daigo             |     |      |
| CB             | 23 | Ueda Naomicsi          |     |      |
| CB             | 3  | Sódzsi Gen             |     |      |
| LB             | 16 | Jamamoto Súto          | 58' |      |
| RM             | 25 | Endó Jaszusi           |     | 102' |
| CM             | 10 | Sibaszaki Gaku         |     |      |
| CM             | 40 | Ogaszavara Micuo (csk) |     | 67'  |
| LM             | 6  | Nagaki Rjóta           |     | 114' |
| CF             | 33 | Kanazaki Muu           |     |      |
| CF             | 8  | Doi Sóma               |     | 88'  |
| Cserék:        |    |                        |     |      |
| GK             | 1  | Kusibiki Maszatosi     |     |      |
| GK             | 29 | Kavamata Sinicsiró     |     |      |
| DF             | 14 | Hvang Szokho           |     |      |
| DF             | 17 | Bueno                  |     |      |
| DF             | 24 | Itó Jukitosi           |     | 102' |
| MF             | 11 | Fabrício               | 93' | 67'  |
| MF             | 13 | Nakamura Acutaka       |     |      |
| MF             | 20 | Miszao Kento           |     |      |
| MF             | 32 | Szugimoto Taró         |     |      |
| MF             | 35 | Hirato Taiki           |     |      |
| FW             | 18 | Akaszaki Súhei         |     | 114' |
| FW             | 34 | Szuzuki Júma           |     | 88'  |
| Vezetőedző:    |    |                        |     |      |
| Isii Maszatada |    |                        |     |      |

| A mérkőzés legjobbja:Cristiano Ronaldo (Real Madrid) Asszisztensek: Marwa Range (kenyai) Jerson dos Santos (angolai) Negyedik (tartalék) játékvezető: Kassai Viktor (magyar) Ötödik játékvezető: Ring György (magyar) Videóbíró alkalmazásáért felelős: Danny Makkelie (holland) Damir Skomina (szlovén) Bakary Gassama (gambiai) | A mérkőzésre vonatkozó szabályok - 90 perc a játékidő. - 30 perces hosszabbítás döntetlen esetén. - Ha ekkor sincs döntés, akkor tizenegyesek következnek. - Tizenkét csere írható a jegyzőkönyvbe. - Maximum három cserelehetőség, hosszabbítás esetén engedélyezett plusz egy csere. |

| Statisztika            | Real Madrid | Kasima Antlers |
| ---------------------- | ----------- | -------------- |
| Gólok                  | 4           | 2              |
| Összes lövés           | 30          | 11             |
| Kaput eltaláló lövések | 12          | 5              |
| Védések                | 3           | 7              |
| Labdabirtoklás         | 59%         | 41%            |
| Szögletek              | 14          | 6              |
| Szabálytalanságok      | 17          | 19             |
| Lesek                  | 2           | 4              |
| Sárga lapok            | 3           | 2              |
| Piros lapok            | 0           | 0              |